# 高橋幸 (バスケットボール)
高橋 幸（たかはし こう、2002年2月13日 - ）は、日本の男子バスケットボール選手である。ポジションはポイントガード。

## 来歴
神奈川県出身。
2013年から2017年まで横浜ビー・コルセアーズのジュニアユースで過ごし、高校はカナダ・ブリティッシュコロンビア州のテリーフォックス・セカンダリー・スクールに留学。
2022年よりセルビア1部リーグOKKノヴィ・パザルに所属。
2023年7月にレバンガ北海道と特別指定選手契約を結び、通訳も兼任。
2024年5月13日、レバンガ北海道を退団

## 所属歴
- 横浜ビー・コルセアーズジュニアユース
- テリーフォックス・セカンダリー・スクール (カナダ)
- バンクーバー・ハスキーズ（カナダ：2021-22）
- OKK Novi Pazar（セルビア1部：2022-23）
- レバンガ北海道（特別指定選手：2023-24）